# David Landau (Schauspieler)
David H. Landau (* 9. März 1879 in Philadelphia, Pennsylvania als David Magee; † 20. September 1935 in Hollywood, Kalifornien) war ein US-amerikanischer Schauspieler.

## Leben und Karriere
David Landau arbeitete zunächst über drei Jahrzehnte als Theaterschauspieler. So reiste er mit der einen oder anderen Theatertruppe durch Amerika und hatte während der 1920er Jahre auch Nebenrollen in zehn Stücken am Broadway. Seinen ersten Film Bandwomen drehte der Charakterdarsteller bereits im Jahre 1915, allerdings blieb es sein einziger Filmauftritt während der Stummfilmzeit. 1930 verkörperte Landau in einer wandernden Theatertruppe die Rolle eines gebrochenen Mannes, welcher seine Frau und deren Geliebten umbringt, in Elmer Rices Stück Street Scene. Er erhielt für seinen Auftritt so viel Lob und Aufmerksamkeit, dass er 1931 die Rolle in der Verfilmung von Street Scene durch King Vidor erneut spielte. Für die letzten Jahre seines Lebens blieb Landau in Hollywood und übernahm in vier Jahren insgesamt 33 Filmauftritte.
Häufig wurde der große, etwas hager und zerfurcht aussehende Schauspieler während des Pre-Code als grimmiger und humorloser Schurke eingesetzt: So war Landau 1932 als Gegenspieler der Marx Brothers in Blühender Blödsinn zu sehen und betätigte sich außerdem im selben Jahr im Gefängnisdrama Jagd auf James A. als Folterer von Paul Munis Hauptfigur. Landau übernahm ebenfalls eine größere Nebenrolle in Sie tat ihm unrecht (1933) an der Seite von Mae West und Cary Grant. Nur gelegentlich spielte Landau sympathischere Rollen, etwa als ehrenhafter Arbeiterführer in Gregory La Cavas Politikfilm Zwischen heut und morgen (1933). Er hatte sich als erfolgreicher Nebendarsteller in Hollywood etabliert, als er 1934 einen Herzinfarkt erlitt. Von dessen Folgen konnte er sich nicht mehr erholen, er verstarb ein Jahr später im Alter von 56 Jahren, ohne einen weiteren Film gedreht zu haben.
David Landau ist im Forest Lawn Memorial Park in Glendale bestattet. Über sein Privatleben gibt es nur wenige gesicherte Informationen: Er war vermutlich mit der Schauspielerin Mrs. David Landau, welche Lillian Gishs Mutter in Weit im Osten (1920) verkörperte, verheiratet. Später heiratete Landau erneut in zweiter Ehe. Nach seinem Tod brach zwischen den beiden Frauen ein Erbschaftsstreit aus, weil die erste Mrs. Landau angeblich offiziell immer noch mit Landau verheiratet war.

## Filmografie
- 1915: Bandwomen
- 1931: I Take This Woman
- 1931: Street Scene
- 1931: Arrowsmith
- 1931: Taxi
- 1932: This Reckless Age
- 1932: Union Depot
- 1932: Polly of the Circus
- 1932: It's Tough to Be Famous
- 1932: Amateur Daddy
- 1932: The Roadhouse Murder
- 1932: Einsame Herzen (The Purchase Price)
- 1932: Blühender Blödsinn (Horse Feathers)
- 1932: 70,000 Witnesses
- 1932: Die Hütte im Baumwollfeld (The Cabin in the Cotton)
- 1932: Heritage of the Desert
- 1932: False Faces
- 1932: Air Mail
- 1932: Jagd auf James A. (I Am a Fugitive from a Chain Gang)
- 1932: Under-Cover Man
- 1932: They Just Had to Get Married
- 1932: Lawyer Man
- 1933: Sie tat ihm unrecht (She Done Him Wrong)
- 1933: The Crime of the Century
- 1933: Zwischen heut und morgen (Gabriel Over the White House)
- 1933: The Nuisance
- 1933: No Marriage Ties
- 1933: One Man's Journey
- 1934: Bedside
- 1934: As the Earth Turns
- 1934: Wharf Angel
- 1934: The Man with Two Faces
- 1934: Death on the Diamond
- 1934: Judge Priest